# Cotiheresiarches meyeri
Cotiheresiarches meyeri là một loài tò vò trong họ Ichneumonidae.